# Vic Flick
Victor Harold Flick (Surrey, Inglaterra; 14 de mayo de 1937-Los Ángeles, California; 14 de noviembre de 2024) fue un guitarrista y compositor británico, más conocido por tocar el riff de guitarra en el Tema de James Bond. También tocó el distintivo riff de guitarra en la introducción y el puente de la grabación de Herman Hermits de Silhouettes, un éxito Top 5 de 1965 en el Reino Unido. Esto es cuestionado por Karl Green de Herman's Hermits en una entrevista en el programa Sky Arts The British Invasion. También interpretó una parte de guitarra de James Bond ligeramente modificada para la película Help! (1965).

## Biografía
A finales de la década de 1950, Flick se unió a John Barry Seven, y su primera composición para el grupo fue la canción Zapata. Con ellos, tocó el riff de guitarra para el tema del popular programa de televisión Juke Box Jury y apareció en todos los episodios de Drumbeat de la televisión de la BBC.[cita requerida]
En la banda sonora de Dr. No, fue el guitarrista principal de la pista James Bond Theme. Flick continuó contribuyendo a las bandas sonoras de James Bond desde la década de 1960 hasta finales de la de 1980.
Aparte de su trabajo de principios de la década de 1960 como guitarrista principal de John Barry Seven, Flick fue un músico de sesión, que apareció en muchos discos de pop británicos de principios de los sesenta. Flick fue miembro de la George Martin Orchestra y contribuyó a la banda sonora de la película A Hard Day's Night  tocando su Fender Stratocaster blanca olímpica de 1961 en el instrumental Ringo's Theme (This Boy).
Ha trabajado con muchos artistas populares, incluidos Herman's Hermits, Nancy Sinatra, Dusty Springfield, Tom Jones, Cliff Richard, Paul McCartney, Engelbert Humperdinck, Lulu, Shirley Bassey, Burt Bacharach, Petula Clark, Sandie Shaw, Crispian St. Peters, Hank Marvin, Eric Clapton, Jimmy Page, John Williams, Mark Wirtz, John Schroeder, Don Partridge, Typically Tropical y Don Lusher. Una de las guitarras de Flick, una Clifford Essex Paragon De Luxe, en la que tocó el James Bond Theme original, se exhibió en el Salón de la Fama del Rock and Roll en Cleveland. Tocó la parte de guitarra de 12 cuerdas en el disco número uno de 1964 de Peter y Gordon A World Without Love.
Flick también colaboró con Merchant Ivory Productions como compositor y arreglista musical para Autobiography of a Princess (1975), The Europeans (1979), Quartet (1981) y Calor y polvo (1983).
En 1999, trabajó con el compositor Nic Raine, respaldado por la Orquesta Filarmónica de Praga, en el álbum tributo a James Bond titulado Bond Back in Action. En 2003, grabó el álbum James Bond Now, con temas de bandas sonoras de James Bond y nuevas composiciones.
En 2005, participó en la banda sonora del videojuego From Russia With Love de Electronic Arts.
En 2008, su autobiografía, Vic Flick Guitarman: From James Bond to The Beatles and Beyond (ISBN 978-1593933081), fue publicada por Bearmanor Media.
El 5 de octubre de 2012, Vic Flick fue honrado en la Academia de Artes y Ciencias Cinematográficas por La música de Bond: Los primeros 50 años. Tocó el tema de James Bond en su guitarra Clifford Essex Paragon De Luxe James Bond de 1939 para una audiencia en vivo. También fue entrevistado en el escenario por Jon Burlingame, un escritor sobre el tema de la música para cine y televisión.
El Museo Nacional de la Guitarra le otorgó el Lifetime Achievement Award en 2013 por su «contribución a la historia de la guitarra». Fue el cuarto destinatario del premio anual.[cita requerida]
Flick apareció en un episodio de 2013 del programa de History Channel Pawn Stars titulado Sin camisa, sin zapatos, sin servicio. Aquí trajo su guitarra Fender Stratocaster de 1961 al dueño de la tienda Rick Harrison, quien, después de consultar con Jesse Amoroso, decidió un precio de 55,000 dólares por la guitarra. La guitarra se vendió en una subasta en 2014 por 25,000.

## Discografía
- Al oeste de Barlovento - 1968 - Redifusión
- Bond Back in Action (Destacado/ 1999)
- James Bond Now (2003)